# Ołtarz Wniebowzięcia NMP w Pisarzowicach
Ołtarz Wniebowzięcia NMP – późnogotyckie retabulum ołtarza głównego, datowane na 1521 r. Znajduje się w prezbiterium kościoła Wniebowzięcia NMP w Pisarzowicach.

## Opis ołtarza
Późnogotycki rzeźbiony pentaptyk szafiasty ze sceną główną Wniebowzięcia NMP w szafie środkowej z 1521 r. jest jednym z nielicznych zachowanych (bez większych zmian) retabulów śląskich. Rzeźby zostały wykonane z drewna lipowego, powleczone zaprawą kredowo-klejową, polichromowane temperą i złocone. Wzory teł i ram wewnętrznych otwarcia wydobyte w zaprawie. Wymiary szafy 215 x 155 cm. Ołtarz w szafie środkowej posiada rzeźby, na skrzydłach wewnętrznych znajdują się płaskorzeźby, zewnętrznych – malowane sceny pasyjne 12 sztuk: Matka Boża Bolesna, Łucznicy, Ogrojec, Naigrawanie, Pojmanie, Upadek pod krzyżem, Chrystus przed Piłatem, Ukrzyżowanie, Biczowanie, Sąd Ostateczny, Chrystus Bolesny, śmierć św. Sebastiana. W zwieńczeniu – rzeźbiona grupa Zwiastowania. Malowidła drugiego otwarcia opierają się na wzorach czerpanych z Małej Pasji Albrechta Dürera (1509 - 1511). W zwieńczeniu na tarczach widnieje rozdzielona data 1525, a w szczycie na tarczy 1895, natomiast na odwrotach popiersi predelli kolejne litery ustalające porządek umieszczenia przedstawień znaczone czarną farbą: E, F, G, H. Wernicke i Lutsch widzieli na tarczach przy scenie Zwiastowania datę 1521, a nie jak obecnie 1525. Nie zachował się baldachim predelli, a także niektóre atrybuty figur w kwaterach wewnętrznych awersów. W październiku 1990 r. skradziono cztery figury z predelli - popiersia świętych. Ołtarz był odnawiany w 1895 r. a w 1966 r. zabezpieczany przez konserwatora Stanisława Filipiaka.

## Stan zachowania sprzed 2013 r.

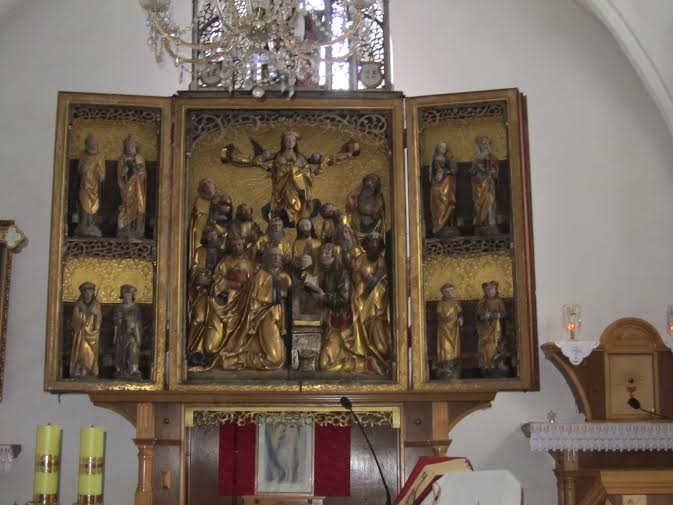
Ołtarz sprzed konserwacji

Stan zachowania ołtarza był zły. Silnie zabrudzony i zakurzony posiadał liczne spękania, spęcherzenia i wykruszenia warstwy zaprawy. Wadliwy montaż pentaptyku uniemożliwiał otwarcie skrzydeł bocznych, a tym samym prezentację wszystkich malowanych scen ołtarza. Konstrukcja poszczególnych części pentaptyku wymagała wzmocnienia – drewno impregnacji. Na całej powierzchni, a zwłaszcza w dolnych partiach, a także grawerowanych obramieniach skrzydeł i w obrębie rzeźbionych i płaskorzeźbionych postaci występowały ubytki warstwy gruntów, złoceń i warstwy malarskiej. Częściowo były to ubytki wypełnione kitem woskowym i podbarwione (w partiach złoceń na kolor ugrowy) podczas poprzedniej konserwacji. Sposób wypełnienia ubytków, ich zakres oraz zastosowane materiały zakłócały odbiór dzieła i znacznie odbiegały od pierwotnej formy i kolorystyki. Uzupełnienia warstwy zaprawy wykonane podczas poprzedniej konserwacji były uproszczone i nie naśladowały oryginalnych grawerunków. Szczególnie zniszczone były płaskorzeźbione figury w skrzydłach bocznych. Jednocześnie część z nich pozbawiona była atrybutów. Malowane sceny skrzydeł bocznych zachowane były dość dobrze. Ich powierzchnia była zabrudzona pokryta warstwą pociemniałego werniksu oraz uzupełnieniami warstwy zaprawy i warstwy malarskiej wykonanych podczas poprzedniej konserwacji. Malowidła pokryte siatką krakelurów miejscami wykruszały się. Najbardziej zniszczone były dolne partie skrzydeł ołtarza.

## Historia konserwacji ołtarza

### Konserwacja ołtarza w 1966 r.

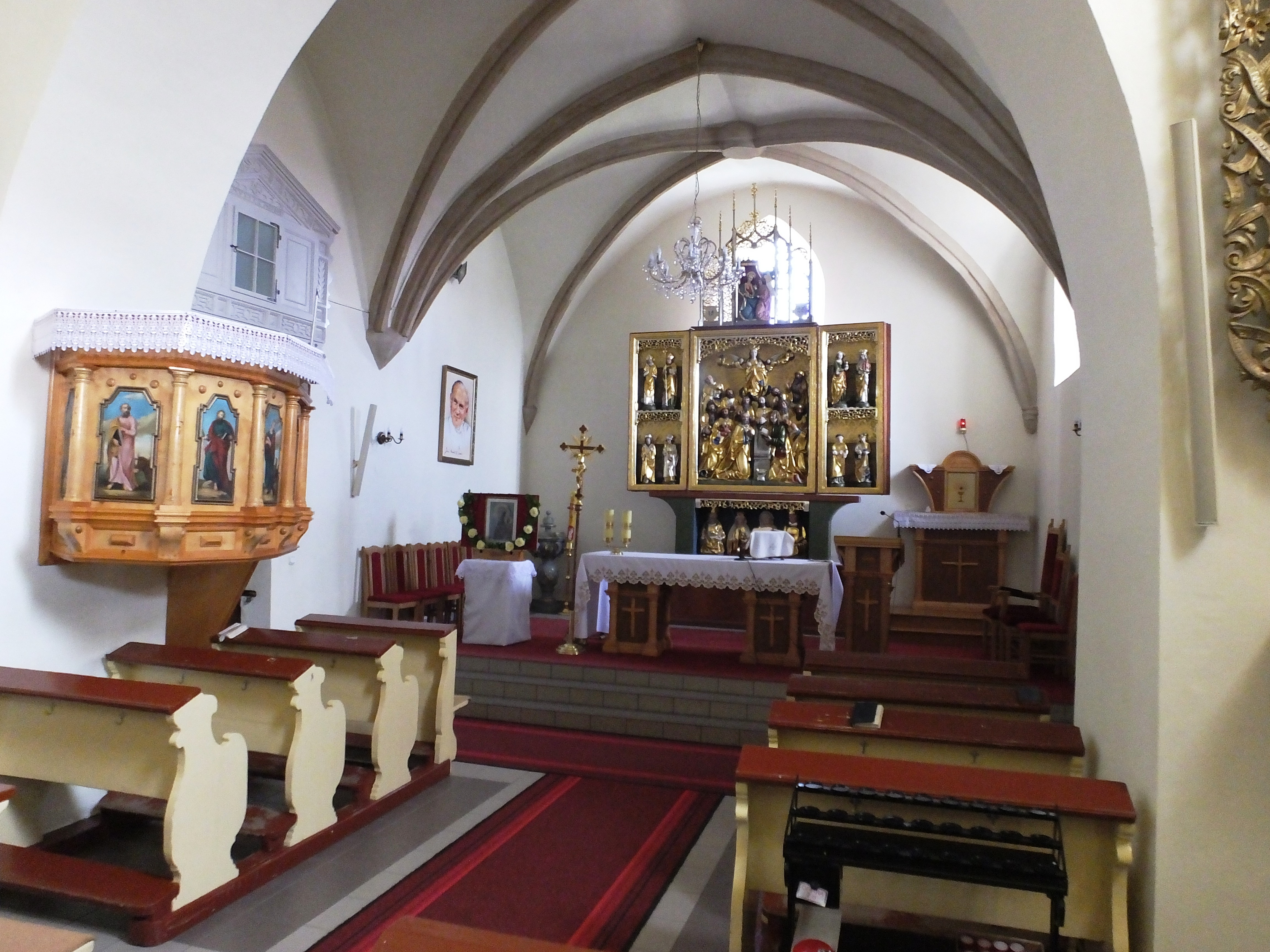
Widok z nawy bocznej

Konserwacja przeprowadzona w miesiącach od sierpnia do września 1966 r. przez konserwatora Stanisława Filipiaka. Stwierdzono, że struktura drewna jest stosunkowo dobrze zachowana, natomiast na całej powierzchni polichromii wystąpiły pęcherze; złocenia i srebrzenia ołtarza i ramy były przetarte łuszczyły się (łącznie z gruntem). Prace objęły położenie pęcherzy i przytwierdzenie złuszczeń polichromii (alkohol poliwinylowy z polioctanem winylu w emulsji wodnej); w końcowej fazie prac złuszczenia przytwierdzono (spoiwo woskowe). Ubytki złoceń i srebrzeń powleczono cienką warstwą ugru z polioctanem. Zlikwidowana pęcherze warstwy malarskiej na malowanych skrzydłach (polioctan), ubytki założono kitem kredowo - woskowym i zapunktowano. Łuszczącą się warstwę malarską na drugiej parze skrzydeł zewnętrznych przytwierdzono (alkohol poliwinylowy). Cały obiekt oczyszczono z brudu (olejek terpentynowy) i powleczono werniksem (mastyksowy w toluenie). Tylną część szafy pentaptyku powleczono środkiem toksycznym (roztwór fenolu w toluenie). Konserwację finansował użytkownik na skutek nakazu Wojewódzkiego Konserwatora Zabytków.

### Konserwacja ołtarza w latach 2013 - 2015

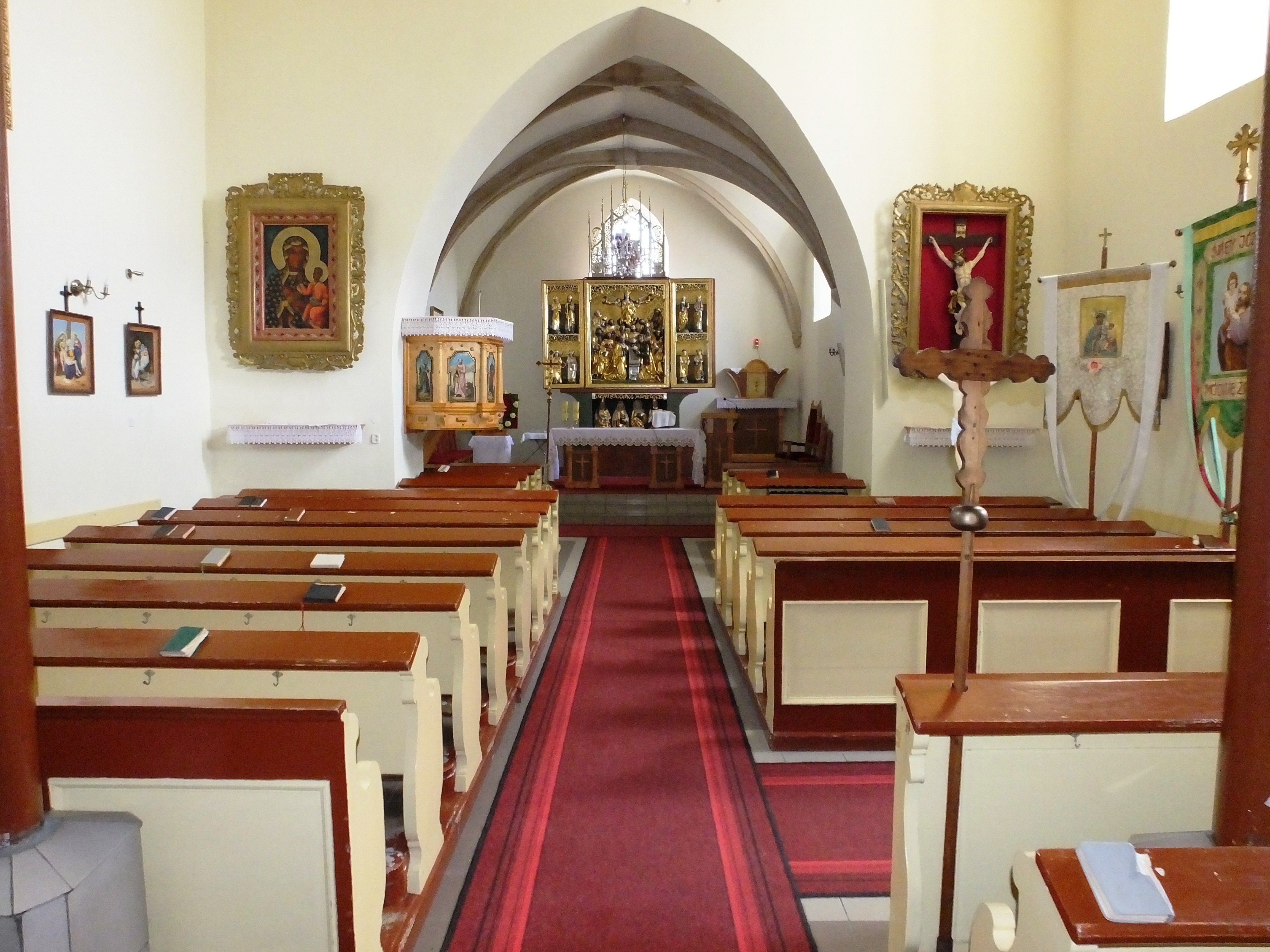
Widok z nawy głównej

Konserwacja przeprowadzona w latach 2013 - 2015 w III etapach przez konserwator Marię Lelek-Pietrzak z firmy ARS FORTIS z Krakowa. W roku 2014 wykonano II etap prac konserwatorskich przy późnogotyckim pentaptyku. Realizacja całości zadania pozwoliła na zachowanie w dobrym stanie technicznym i estetycznym cennego, muzealnego obiektu w gotyckim kościele licznie odwiedzanym przez turystów. W ramach etapu prac w 2014 r. wykonano: naprawę i stabilizację konstrukcji ołtarza wraz z ruchomymi skrzydłami, dezynfekcję prewencyjną, prace zabezpieczające warstwy technologiczne, demontaż i montaż, konserwację szafy głównej (rzeźby, płaskorzeźby, relief – złocenia, polichromie), konserwację awersu lewego skrzydła bocznego pierwszego otwarcia (rzeźby, płaskorzeźby, relief, dekoracja snycerska - złocenia, polichromie), konserwację rewersu lewego bocznego pierwszego otwarcia (malarstwo na podobraziu drewnianym, złocenia), konserwację zwieńczenia (rzeźby, płaskorzeźby, dekoracja snycerska – polichromie, złocenia).
W 2015 r. etap III prac kończący całość zadania obejmowały m.in.: konserwację awersów i rewersów 2 skrzydeł bocznych drugiego otwarcia, konserwację malowideł na podobraziu drewnianym i złoconych reliefów, konserwację predelli - konserwacja powierzchni polichromowanych i złoconych oraz wykonanie specjalistycznych badań laboratoryjnych.